# رحلة خطوط الصين الشمالية الغربية الجوية رقم 2119
رحلة خطوط الصين الشمالية الغربية الجوية رقم 2119 كانت رحلة من مطار ينشوان شيهوايوان في منطقة نينغشيا إلى مطار بكين الدولي في الصين. في 23 يوليو 1993، تحطمت الطائرة في بحيرة بعد أن فشلت في الإقلاع أثناء محاولة الإقلاع من مطار ينشوان، مما أسفر عن مقتل 54 راكبًا وعضو طاقم واحد على متنها.

## الحادث
قبل لحظة دوران الطائرة أثناء الإقلاع، تعطل المشغل الخاص بجنيح الجناح الأيمن، مما تسبب في سحب الجنيحات. وبفشل الطاقم في رفع الطائرة إلى الجو، لم يكن أمامهم خيار سوى إلغاء الإقلاع. ومع ذلك، فشل هذا الإجراء؛ إذ ارتفع العجل الأمامي عن الأرض مما أدى إلى اصطدام مؤخرة الطائرة بالمدرج. بعد ذلك تجاوزت الطائرة نهاية المدرج وتحطمت في بحيرة.

## السبب
كان يُشتبه في أن الطاقم فشل في التأكد من أن الأجنحة (الرفارف) كانت مُمددة بشكل صحيح للإقلاع.